# هيو تشارلز بويل
هيو تشارلز بويل (بالإنجليزية: Hugh Charles Boyle)‏ هو كاهن كاثوليكي أمريكي، ولد في 8 أكتوبر 1873 في جونستاون في الولايات المتحدة، وتوفي في 22 ديسمبر 1950 في بيتسبرغ في الولايات المتحدة.